# William Ostrander
William Ostrander est un acteur américain né le 21 septembre 1959.

## Biographie
Il est connu pour le rôle de Buddy Repperton, le lycéen qui martyrise Arnie dans le film d'horreur Christine de John Carpenter.
Né d'un père napolitain et d'une mère d'origine irlandaise, à la fin des années 80, il part travailler en Namibie pour la conservation de la faune sauvage.

## Filmographie
- 1983 : Tygra, la glace et le feu de Frank Frazetta : Taro
- 1983 : Christine de John Carpenter : Clarence "Buddy" Repperton
- 2001 : Mulholland Drive de David Lynch : Le deuxième assistant du réalisateur
- 2018 : Faery de Alexis Rosinsky : Pawpaws Bob